# Anaciaeschna
Genre
Anaciaeschna  est un genre  dans la famille des Aeshnidae appartenant au sous-ordre des Anisoptères dans l'ordre des Odonates. Il comprend dix espèces. 

## Liste d'espèces
- Anaciaeschna donaldi Fraser, 1922
- Anaciaeschna isosceles (Müller, 1767)
- Anaciaeschna jaspidea Burmeister, 1839
- Anaciaeschna kashimirensis Singh & Baijal, 1954
- Anaciaeschna martini (Selys, 1897)
- Anaciaeschna megalopis Martin, 1908
- Anaciaeschna melanostoma Lieftinck, 1949
- Anaciaeschna moluccana lieftinck, 1930
- Anaciaeschna montivagans Lieftinck, 1932
- Anaciaeschna triangulifera McLachlan, 1896